# 止血帯
止血帯（しけつたい、英: tourniquet、ターニケット）とは、止血（緊縛法）のために使用するバンドである。
四肢に行き渡る血を止めてしまうため、止血した箇所から先が壊死してしまい切断に至る弊害があり悪魔の器具（Instrument of the devil）とも呼ばれた。単純に止血するという目的としては優れており、テロ活動による銃撃等で重要な血管が傷つき即座に止血しないと生死にかかわる緊急時等に推奨されるが、そういった場合以外は推奨されない。
手術など医療関係の現場で短時間の使用という制限で行われる場合があり、整形外科の下肢の手術などにおいて出血量を減らす目的で使用される。日本の手術室では、ターニケットと呼ばれる。採血時に静脈を怒張させるために用いられる場合もあり、これは駆血帯と呼ばれる。ターニケットも駆血帯も英語名は止血帯と同じくTourniquetであるが、用いられている製品はそれぞれの用途に特化した専用のものである。

## 応急処置用途の使用
本項では、外傷に伴う多量出血に対する応急処置として用いる場合について説明する。止血帯としては、もっとも初期に提唱されたエスマルヒ駆血法（Esmarch bandage）以来、ゴム製のものが多く使われていた。代用として三角巾や風呂敷を畳んで使うことがあるが、この際、止血部位の組織損傷を避けるため、針金や紐のように細いものを用いないよう注意が必要である。また後述のとおり、診療ガイドラインではこのような粗製止血帯の使用は推奨されていない。
手足の切断等の重傷により動脈性出血が生じ、直接圧迫止血法では止血することが困難な患者に対して、傷口より2–3インチ (5.1–7.6 cm)中枢側で強く縛り血液を止める。もし最初の止血帯で出血をコントロールしきれない場合は、第2の止血帯を並べて止血する。出血が持続する場合、あるいは末梢の脈拍を触知する場合には、出血および脈拍が消失するまで緊縛する。このように、止血帯の使用にあたっては、その遠位の血流を完全に遮断すること、またそれに伴って止血帯を施した部位を強く緊縛することから、コンパートメント症候群や血管・神経断裂などの重篤な合併症のリスクが高く、救命できた場合にも肢切断が必要となることもありうる。
このように危険を伴うことから、アメリカ心臓協会（AHA）の国際ガイドラインでは、2005年版で使用非推奨となり、対テロ戦争での使用経験を踏まえて2010年版では復活したものの、専門の訓練を受けた要員が専用の製品を用いる場合に限定するとともに、上記のような合併症について厳重に注意を促している。アメリカ軍の戦術的戦傷救護ガイドライン（Tactical Combat Casualty Care: TCCC）でも、切断四肢からの出血のコントロールに使うのでなければ、負傷者がショック状態でない場合や出血の有無を監視できる場合は、止血帯ではなく止血ガーゼや圧迫包帯による直接圧迫止血に変更するよう推奨している。他の手段で出血がコントロールできる場合には、2時間以内に止血帯を除去するべきとされているが、逆に6時間以上緊縛していた場合には、血液検査などで状態を確認しないかぎりは除去すべきではないとされている。このため、止血帯使用時には止血時間および適用部位を明確に記載する必要がある。
ただし戦場において有用性が確認されたほか、銃犯罪やテロリズムに対抗する必要が増大するとともに、民間分野でも採用が広がっている。日本の消防でも、ラグビーワールドカップ2019（W杯）や2020年東京オリンピックを控えた2017年3月、総務省消防庁の検討会が「救急隊員がターニケットの知識および技術を習得していくことが期待される」と指摘、同年8月時点では約730の消防本部のうち4.4%しか配備していなかったが、2020年8月時点では87.1%が導入するに至った。

## 応急処置以外の使用

### 手術

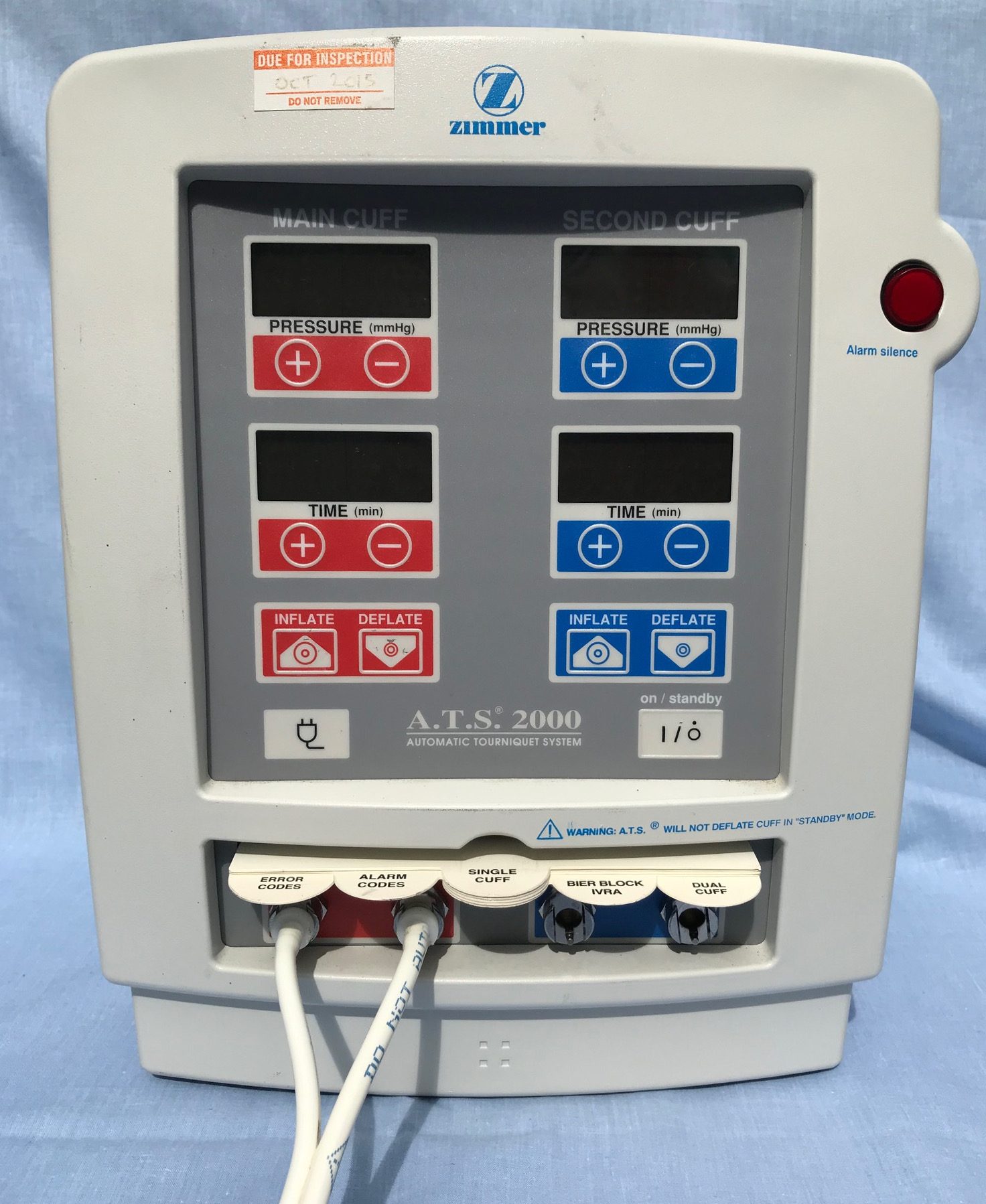
手術時の阻血時間をカウントするためのターニケット内蔵タイマー

整形外科領域で四肢の手術を行う際の術野からの出血防止、に使用されることがあるが、この場合は、空気圧式など、緊縛圧の微調整が可能なものが使用される。これは通常、日本ではターニケットと呼ばれる。駆血時間を管理するためにタイマーを内蔵している。また、ターニケットによる上腕の駆血後に末梢側に局所麻酔薬を注入することで、前腕以遠を麻酔することが可能である(静脈内区域麻酔)。

### 静脈注射・採血

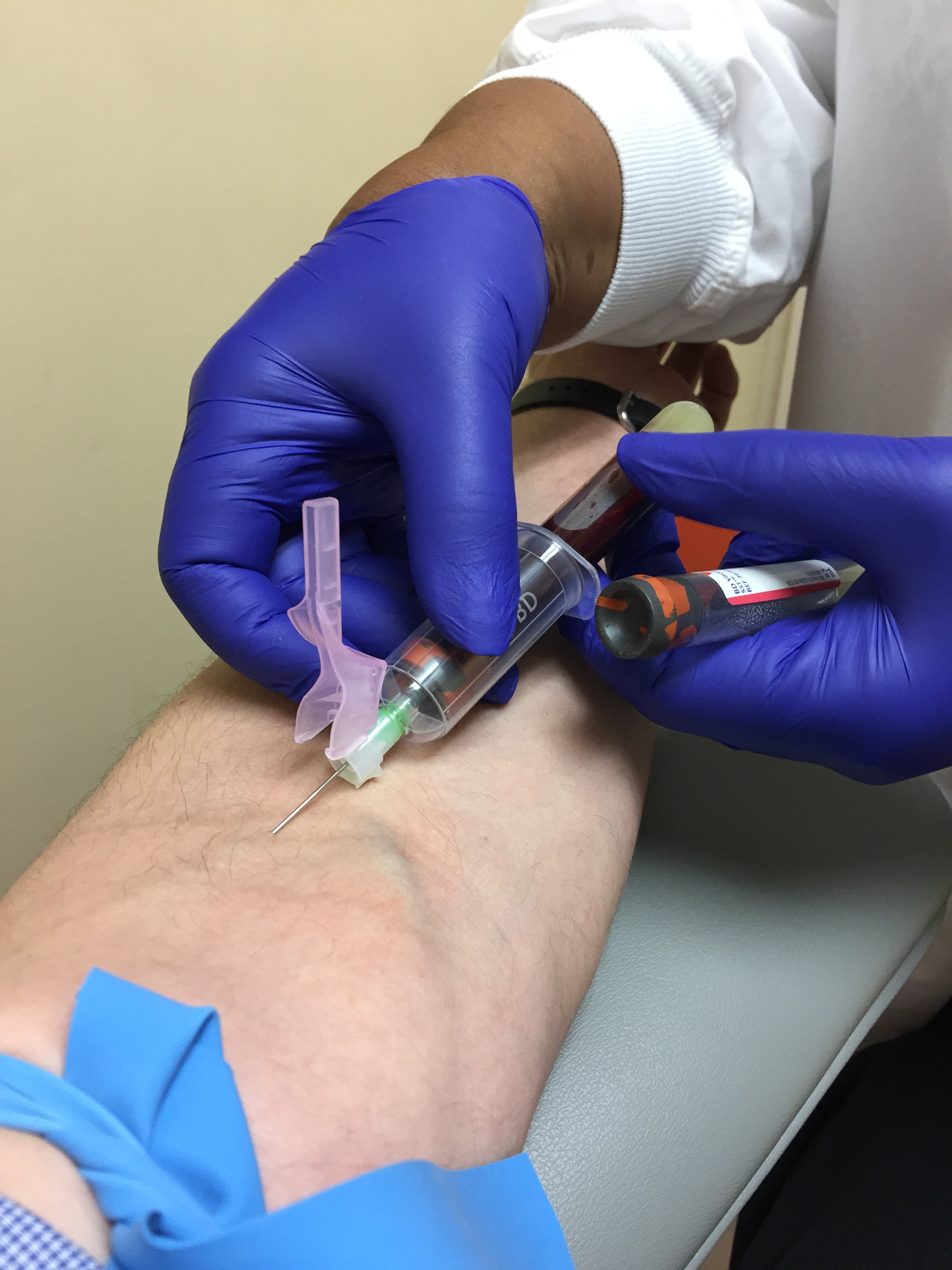
駆血帯（手前の青いゴムバンド）で静脈を鬱血させて、採血を行っている。

静脈注射や採血の際には、静脈血を鬱滞させて血管を見やすくするために駆血帯（くけつたい）が用いられる。これは血流を止めるという点では止血帯と同様であるが、止血帯は動脈血の血流を止めるため動脈圧に抗する必要があるのに対し、駆血帯では静脈圧に負けない程度の圧力を加えられれば良いことから、止血帯と比して遥かに簡素である。
ボディービルダーなどが血流を制限して低負荷で高効率の加圧トレーニングを行う際に、二の腕などにバンドを巻く場合がある。

## 歴史
紀元前4世紀のアレクサンドロス3世の頃には使用されていた。ローマ人は切断の出血を制御するのに、革と青銅のストラップから作られたものを使用した。

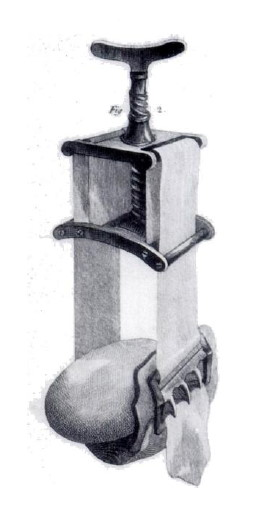
ネジ巻き式のターニケット（1798年）

1718年、フランス人外科医ジャン・ルイ・プティが、手術中の出血を抑えるためにネジ巻き式の止血帯を作成した。それ以前のものはロッドで包帯を巻くもの（Turnするものを由来とするTourniquet）であった。
1785年、ギルバート・ブレイン卿は、戦闘時には英国海軍の水兵一人一人が止血帯を携行すべきであると提唱した。
助けてもらう前に出血多量で死亡したり、出血多量で手術ができなくなったりすることはよくある。これを防ぐために、大量出血の際に手足を縛るためのガーターやロープを各人に携帯させることが提案され、実践されたこともある。その厳粛さが一般人を威圧しかねないという異論があるとしても、少なくとも将校は何らかの予防策を講じるべきである。特に、将校の多く、しかも最高階級の者は、最も危険な状況のひとつであるクォーターデッキに配置されており、外科医とその助手が配置されているコックピットから遠く離れている。私の友人であるアルフレッド号のベイン大尉の死因はこれであった。彼は丸い銃弾で膝をひどく打ち砕かれ、四肢を切断する必要があった。このような機会に提督は私に側にいることを許してくれたので、私はポケットに簡単な構造の止血帯をいくつか入れておいた。
1864年、ジョゼフ・リスターが止血器具を使用した無輸血術野を考案した。1873年、フリードリヒ・フォン・エスマルヒが、止血と失血を同時に行うゴム包帯を発表した。この器具はエスマルヒ駆血帯として知られている。1881年、リヒャルト・フォン・ヴォルクマンは、エスマルヒ駆血帯をきつく巻きすぎると麻痺が起こる可能性があることを指摘した。エスマルヒ駆血帯の非空気的な使用により、重篤で永続的な四肢麻痺の症例が多数報告されている。非空気圧式の弾性止血帯でかなりの数の圧迫麻痺を観察した後、ハーヴェイ・クッシングは1904年に空気圧式止血帯を開発した。空気圧式止血帯は、エスマルヒ駆血帯よりも2つの点で優れていた。
1908年、アウグスト・ビーアは、全身麻酔薬を使用せずに四肢を麻酔するために、静脈内局所麻酔とともに2つの空気式止血帯を使用した。1980年代初めには、マイクロプロセッサー制御の空気式駆血帯システムがジェームズ・マキューエンによって発明された。これらの最新の電子制御空気式駆血帯システムは、一般に止血カフ内の圧力を目標圧力の1%以内に調節し、膨張時間をリアルタイムで監視できる。最新の空気式駆血帯システムには、カフ圧が危険なほど高いまたは低い場合に使用者にアラームを発する視聴覚アラーム、自動セルフテストおよびキャリブレーション、バックアップ電源が含まれている。
2000年代に入ると、医学部教授で元救急医であるノアム・ガブリエリーにより、シリコンリング止血帯（弾性リング止血帯）が開発された。シリコーンリング止血帯は、器具を巻き付けている間に四肢から血液を滲出させ、所望の閉塞位置に達すると四肢を閉塞させる。ほとんどの整形外科的四肢処置において安全な代替法であることが判明しているが、現代の止血器具の使用に完全に取って代わるものではない。最近では、救急医療や血管処置の分野でシリコンリング止血帯が使用されている。最近の空気式止血システムのほとんどは、患者の四肢閉塞圧（LOP）を測定し、測定されたLOPに基づいて止血圧を推奨し、より安全で低い止血圧を設定する機能を備えている。四肢閉塞圧とは、「特定の患者の四肢の特定の位置に、特定の止血カフを特定の時間に装着し、カフから遠位の四肢への動脈血の流れを止めるために必要な最小圧力」と定義される。
第二次世界大戦後、米軍は止血帯の使用を縮小した。その理由は、装着してから医療機関に到着するまでの時間が非常に長く、血行停止によるダメージが失血によるダメージよりも大きかったからである 21世紀に入ってから、米国当局は、治療の遅れが劇的に減少したため、軍事・非軍事両方の状況で止血帯の使用を復活させた。バージニア州警察やダラス、フィラデルフィア、その他の大都市の警察は、止血帯やその他の高度な包帯を提供している。アフガニスタンとイラクでは、ベトナム戦争の7パーセントと比較して、重度の出血をした兵士のわずか2パーセントしか死亡しなかったが、これは止血帯と医師への迅速なアクセスの組み合わせによるものであった[citation needed] 2005年から2011年の間に、止血帯はイラク戦争とアフガニスタン戦争から2,000人のアメリカ人の命を救った。民間では、救急隊が到着する前から止血帯を装着した患者を搬送したり、止血帯と除細動器を一緒に救急用に使用したりすることが行われている。
現在、止血帯をテストするための基準は存在しないが、適切な圧力を確実に発生させるための装置がいくつか提案されており、これには多くの商用システムや、大部分を3Dプリントできるオープンソースシステムが含まれる。これにより止血帯の分散製造が可能となる。